# Scatimus simulator
Scatimus simulator är en skalbaggsart som beskrevs av Martinez 1988. Scatimus simulator ingår i släktet Scatimus och familjen bladhorningar. Inga underarter finns listade i Catalogue of Life.